# Trophée des champions 2011
Trophée des champions 2011 byl zápas Trophée des champions, tedy francouzského fotbalového Superpoháru. Střetly se v něm týmy Lille OSC jakožto vítěz Ligue 1 i francouzského fotbalového poháru (Coupe de France) ze sezóny 2010/11, a celek Olympique de Marseille, který skončil ve stejné sezóně na konečné 2. příčce Ligue 1.

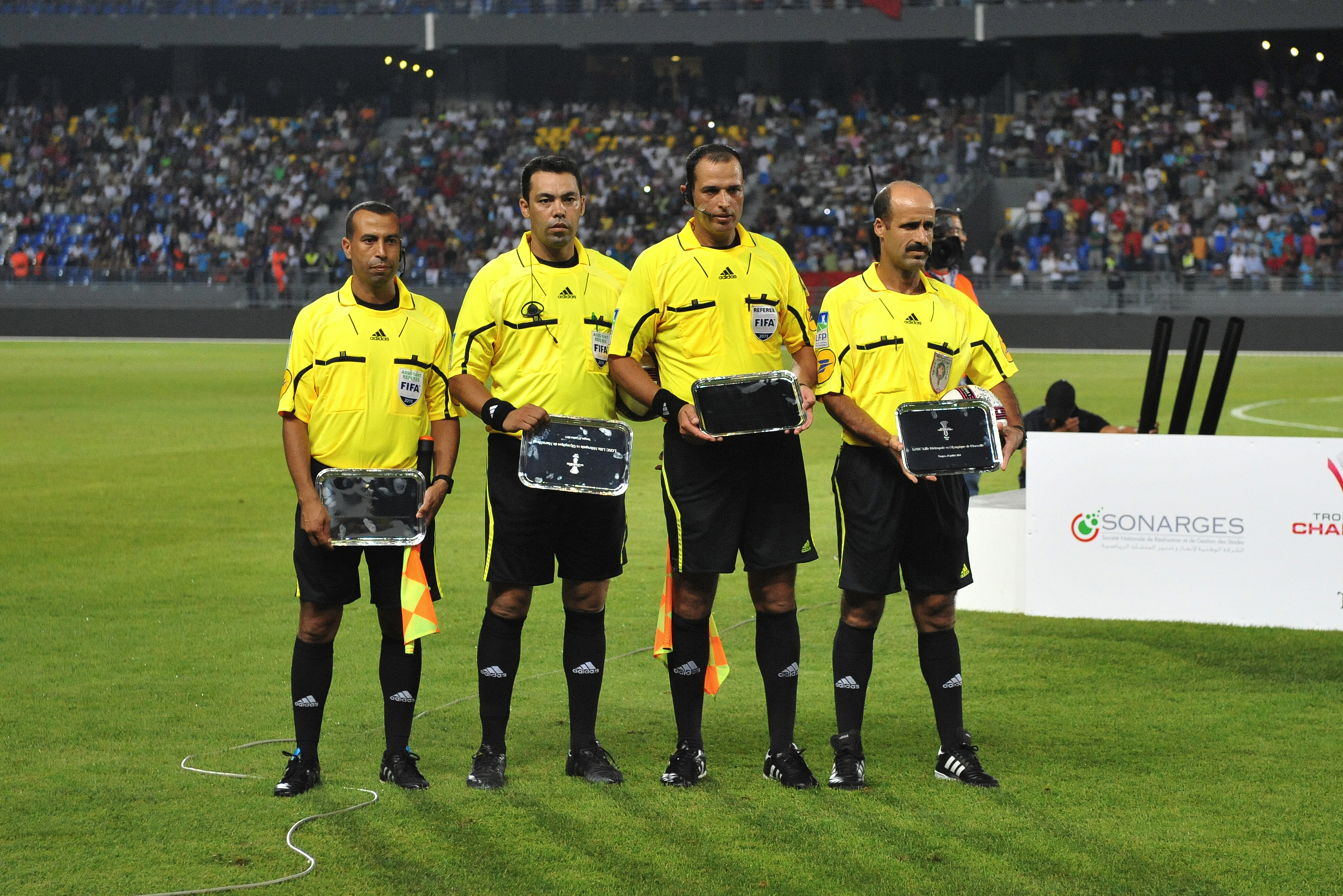
Maročtí rozhodčí (zleva): Abdelaziz El Mehraji, Redouane Achik, Bouchaïb El Ahrach a Abdellah Boulifa.

Utkání francouzského Superpoháru mají od roku 2009 dějiště mimo území Francie, tentokrát se zápas odehrál 27. července 2011 na Grand Stade de Tanger v Tangeru v Maroku. Nosnou myšlenkou je propagovat francouzský fotbal v zahraničí. O poločase byl stav 1:0 pro Lille, Olympique de Marseille však nakonec dokázal průběh zvrátit a po výhře 5:4 se radoval z triumfu. Pro Marseille to bylo třetí prvenství v soutěži (a druhé v řadě), v minulosti trofej získal ještě v letech 1971 (dělený titul) a 2010. Tým Lille přišel o možnost získat první trofej ve francouzském Superpoháru.

## Průběh zápasu

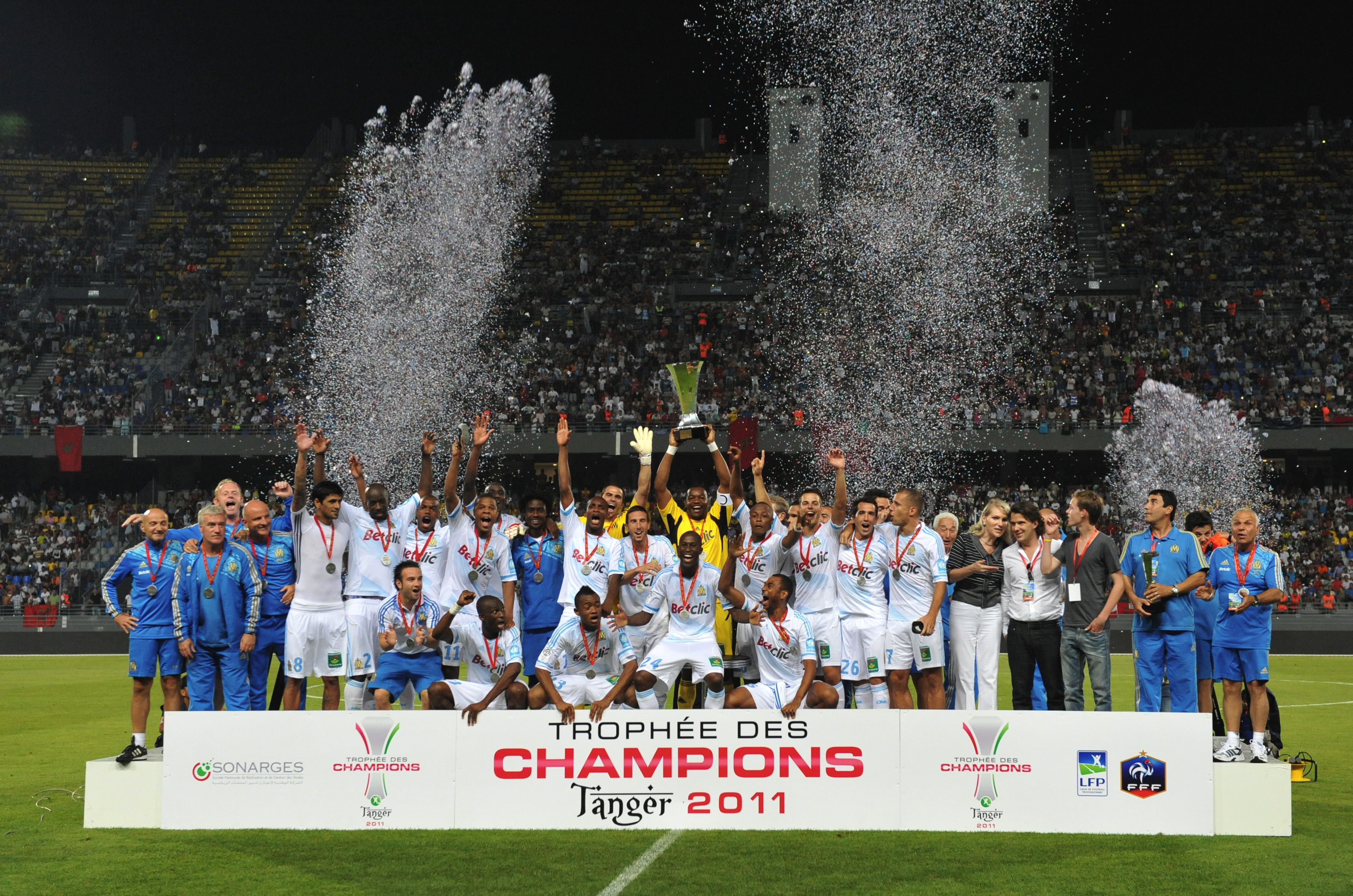
Hráči Olympique Marseille se radují ze zisku trofeje.

Velmi dramatický průběh zápasu nabídl 16. ročník Trophée des champions. Na lavičce Lille byl připraven i český obránce David Rozehnal. Utkání začalo. Nejprve se uvedl střelou do tyče nový špílmachr Marseille Morgan Amalfitano. Lille se vydařil úvod utkání lépe a již v deváté minutě skóroval Florent Balmont. V průběhu prvního poločasu byla větší aktivita na kopačkách hráčů Olympique, zejména Amalfitano hýřil aktivitou.
Po poločasu ale dokázal vedení Lille navýšit belgický reprezentant Eden Hazard, když přelstil Souleymana Diawaru a prostřelil mezi nohama brankáře Mandandu. Na druhé straně snižoval tvrdou ranou v 71. minutě ghanský internacionál André Ayew, nicméně vzápětí kontroval Moussa Sow, který vrátil Lille dvoubrankové vedení po přihrávce Ludovica Obraniaka, jenž měl ve středu hrací plochy dost prostoru. Tento stav se nezměnil až do 87. minuty, kdy vykřesal naději pro Olympique Marseille levý obránce Jérémy Morel ranou z dálky. To ještě nebylo vše, o minutu později vyrovnal hlavou Loïc Rémy, když si naběhl na centr Argentince Lucha Gonzáleze. Zdálo se, že střetnutí dospěje k penaltovému rozstřelu, neboť v Trophée des champions se po ukončení řádné hrací doby neprodlužuje a rovnou se přistupuje k penaltám. Ale nebylo ještě zdaleka všem událostem konec. Kamerunský reprezentant ve službách Lille Aurélien Chedjou fauluje v pokutovém území Jordana Ayewa a je po druhé žluté kartě vyloučen. Nařízený pokutový kop proměňuje bratr Jordana André Ayew. Lille se muselo pokusit vstřelit gól, navíc v oslabení, přesto se to zdařilo. Ve druhé minutě nastavení se hlavou prosadil černohorský fotbalista Marko Baša. Stav je nyní 4:4. V páté minutě nastavení nasimuluje pád v pokutovém území Jordan Ayew a marocký rozhodčí El Ahrach píská další pokutový kop. Ten opět proměnil André Ayew, čímž zkompletoval v utkání hattrick a rozhodl o trofeji pro klub z Marseille.

## Detaily zápasu
| 27. červenec 2011 19:45 WEST (20:45 SELČ) |        |                                                          |                                                                                   |
| Lille OSC                                 | 4 : 5  | Olympique de Marseille                                   | Grand Stade de Tanger, Tanger, Maroko diváci: 33 900 rozhodčí: Bouchaïb El Ahrach |
| Balmont 9' Hazard 57' Sow 72' Baša 90+2'  | Report | A. Ayew 71', 90' (pen.), 90+5' (pen.) Morel 85' Rémy 87' | Grand Stade de Tanger, Tanger, Maroko diváci: 33 900 rozhodčí: Bouchaïb El Ahrach |

| Lille OSC | Olympique de Marseille |

| GK          | 1  | Mickaël Landreau   |          |       |
| RB          | 2  | Mathieu Debuchy    |          |       |
| CB          | 25 | Marko Baša         |          |       |
| CB          | 22 | Aurélien Chedjou   | 40', 89' |       |
| LB          | 18 | Franck Béria       |          |       |
| RM          | 4  | Florent Balmont    |          | 90+2' |
| CM          | 24 | Rio Mavuba         |          |       |
| LM          | 17 | Benoît Pedretti    | 87'      |       |
| RF          | 7  | Dimitri Payet      |          | 68'   |
| CF          | 8  | Moussa Sow         |          |       |
| LF          | 26 | Eden Hazard        |          | 81'   |
| Náhradníci: |    |                    |          |       |
| GK          | 16 | Vincent Enyeama    |          |       |
| DF          | 6  | Pape Ndiaye Souaré |          |       |
| DF          | 14 | David Rozehnal     |          |       |
| MF          | 5  | Idrissa Gana Gueye |          | 81'   |
| MF          | 10 | Ludovic Obraniak   |          | 68'   |
| MF          | 20 | Ronny Rodelin      |          | 90+2' |
| FW          | 33 | Omar Wade          |          |       |
| Trenér:     |    |                    |          |       |
| Rudi Garcia |    |                    |          |       |

| GK               | 30 | Steve Mandanda      |    |     |
| RB               | 24 | Rod Fanni           |    |     |
| CB               | 17 | Stéphane Mbia       |    |     |
| CB               | 21 | Souleymane Diawara  |    |     |
| LB               | 15 | Jérémy Morel        | 8' |     |
| RM               | 8  | Lucho González      |    |     |
| CM               | 4  | Alou Diarra         |    |     |
| LM               | 7  | Benoît Cheyrou      |    | 66' |
| RF               | 19 | Morgan Amalfitano   |    | 66' |
| CF               | 11 | Loïc Rémy           |    |     |
| LF               | 20 | André Ayew          |    |     |
| Náhradníci:      |    |                     |    |     |
| GK               | 1  | Gennaro Bracigliano |    |     |
| DF               | 2  | César Azpilicueta   |    |     |
| DF               | 26 | Jean-Philippe Sabo  |    |     |
| MF               | 6  | Édouard Cissé       |    |     |
| MF               | 12 | Charles Kaboré      |    | 66' |
| FW               | 9  | Chris Gadi          |    |     |
| FW               | 23 | Jordan Ayew         |    | 66' |
| Trenér:          |    |                     |    |     |
| Didier Deschamps |    |                     |    |     |

| Asistenti rozhodčího: Redouane Achik Abdelaziz El Mehraji Čtvrtý rozhodčí: Abdellah Boulifa Delegát zápasu: Arnaud Rouger Asistent delegáta: Bernard Docquiert | Pravidla - 90 minut. - Penaltový rozstřel, pokud je stav vyrovnaný po řádné hrací době (neprodlužuje se). - 7 povolených náhradníků na lavičce každého týmu. - Maximálně 3 střídání hráčů pro každé mužstvo. |

## Odkazy

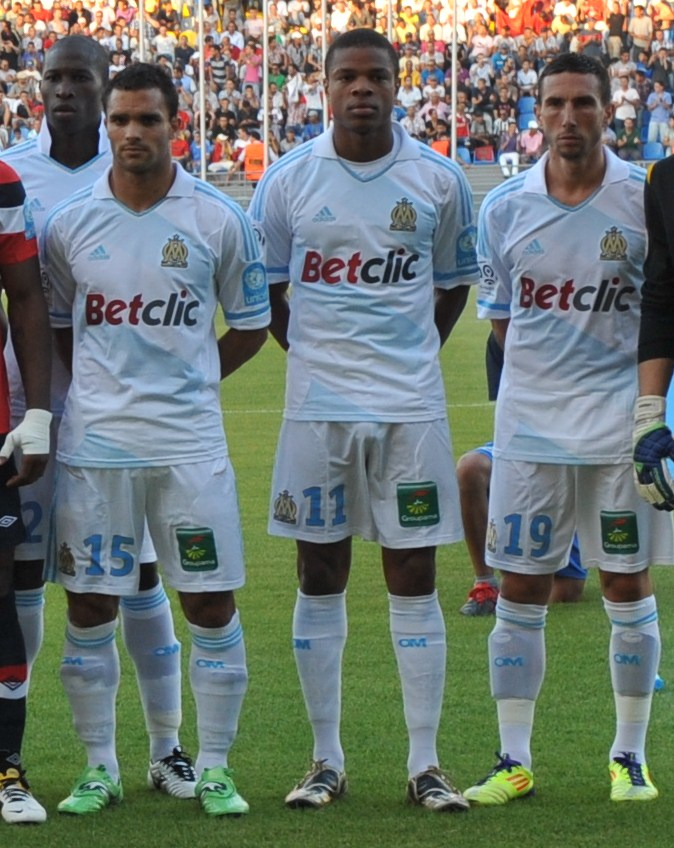
Hráči Olympique Marseille před utkáním (zleva): Rod Fanni, Jérémy Morel, Loïc Rémy a Morgan Amalfitano.